# Malabrigo, Peru
Malabrigo, inofficiellt kallat Puerto Chicama, är en hamn och liten kuststad i nordvästra Peru, belägen i departementet La Libertad, cirka 70 kilometer norr om staden Trujillo. Staden är känd för Chicamavågen, den första lagligen skyddade vågen i världen.

## Chicamavågen
Vågorna vid stranden Chicama har identifierats av NASA som de längsta vågorna i världen. Chicama är belägen cirka 70 km norr om staden Trujillo i norra Peru, i höjd med Puerto Malabrigo. Vågen är 2,2 kilometer lång och har en höjd av 2,5 meter. Den erbjuder surfare en möjlighet att surfa under tre minuter.
De goda surfningsmöjligheterna i Chicama upptäcktes första gången 1965 av den Hawaiianske surfaren Chuck Shipman. 2013 blev området skyddat genom ett regeringsbeslut, som förbjöd exploatering och byggande av infrastruktur som kan skada vågorna.